# Porcelain Black
Alaina Marie Beaton, (Detroit, 1 de outubro de 1985) mais conhecida como Porcelain Black, é uma cantora, compositora, produtora e dançarina. Lançou várias músicas no MySpace anteriormente com o projeto intitulado "Porcelain and The Tramps", mas cansada de dar explicações sobre Porcelain And The Tramps não ser uma banda, e sim somente ela, mudou o nome do antigo projeto, que não deu certo, para Porcelain Black quando assinou contrato com RedOne e a gravadora 2101, Universal Republic, em 2010. 
Lançado em 2011 seu primeiro single "This Is What Rock n Roll Looks Like", com a participação de Lil Wayne, ultrapassou 8 milhões de acessos, e seu primeiro álbum de estúdio é aguardado a mais de 5 anos.

## Biografia
Alaina Marie Beaton nasceu em 1º de outubro de 1985 em Detroit, Michigan. Cresceu na rua de 8 Mile, Warren, até os nove anos de idade, quando se mudou para Sterling Heights e depois para Rochester, também em Michigan.

## Carreira Musical
Descoberta em Nova Iorque no hotel The W pelo seu empresário Marvin Howel, mudou-se para Los Angeles, California, um mês depois. Lá, um dia depois de se mudar, é contratada pela Virgin Records.Em 2006 começa seu primeiro projeto musical Porcelain and the Tramps,não fez muito sucesso, mas conquistou muitos fãs no myspace que a chamavam de Scene Queen. Em 2010 assinou contrato com Redone e com a 2101, Universal Republic, e Mudou o nome para Porcelain Black.

### Porcelain And The Tramps
Durante esta época, Alaina divulgava suas músicas pelo MySpace. Apesar de não ter feito sucesso, conquistou vários fãs da "Moda Scene", o qual era o seu estilo na época. O projeto durou de 2006 até 2010.

### Músicas Lançadas
- 1. King of the World
- 2. Fuck Like a Star
- 3. Redlight District
- 4. I Feel Perfect
- 5. I'm Your Favourite Drug
- 6. My Leftovers
- 7. The Preyingmentis
- 8. Sugar Cube
- 9. Transparent
- 10. You Want
- 11. Gasoline
- 12. The Neighbour

Há também uma música em parceria com sua amiga Megan, chamada "Jack U Off", e com a banda Street Drum Corps, "Action!"
Em 2010, quando anunciou que acabara de ser contratada por RedOne e que lançaria um álbum, logo disponibilizou no MySpace duas novas faixas "Curiosity" e "Who's Next?". Porém, não há confirmações se elas estarão em seu álbum, ou se pertencem a Porcelain And The Tramps ou Porcelain Black.

### Primeiro Álbum Em Estúdio
É uma artista de RedOne (mesmo produtor de Lady GaGa, Nicole Scherzinger, Jennifer Lopez, e outros), e a 2101, Universal Republic, e lançará seu primeiro álbum em estúdio ainda este ano.
Escreveu uma música com Billy Steinberg, How Do You Love Someone, que por depois de 2 meses de insistência, acabou dando-a para Ashley Tisdale. Em uma recente entrevista, Porcelain disse que regravou esta música em sua versão, e estará em seu novo álbum, com participação do Eminem.
Outras músicas confirmadas, além de seu primeiro single This Is What Rock n Roll Looks Like (feat. Lil Wayne), e How Do You Love Someone (feat. Eminem), para seu primeiro álbum em estúdio são "Mannequin Factory", "Naughty Naughty", "Pretty Little Psycho", "Living in a Sin", "Stealing Candy","Kisses Loose Their Charm", "Swallow My Bullet" "King Of The World", "I'm Your Favorite Drug","Screamers", "Black Rainbow" "Make Me Cry" "Mama forgive me" "Rich Boi" "One Woman Army", Alaina disse em entrevista que How Do You Love Someone e Mannequin Factory definitivamente serão singles.

## Videografia
Lançou seu primeiro vídeo clipe de "This Is What Rock n Roll Looks Like (feat. Lil Wayne)" oficialmente em 23 de março de 2011.

## Discografia

### Álbuns de Estúdio
| Ano  | Detalhes do Álbum | Singles |
| ---- | --- | --- |
| 2013 | Mannequin Factory - Lançamento: Vazou na internet e nunca será oficialmente lançado - Gravadora(s): Virgin, 2101, Universal Republic - Formato(s): CD, download digital | 1. "This Is What Rock n Roll Looks Like (feat. Lil Wayne)" - (2011) 2. "Naughty Naughty" - (2011) 3. "One Woman Army" - (2013) |

### EP's
| Ano  | Detalhes do Álbum |
| ---- | --- |
| 2014 | Live from Studio Instrument Rentals - Lançamento: 17 Nov 2014 (Vazou na internet e depois o conteúdo do EP foi divulgado no Youtube na conta oficial da cantora) - Gravadora(s): 2101 - Formato(s): download digital |

## Participações Especiais
Participou da música "Action!", da banda Street Drum Corps.
Em 2010, fez uma participação no clipe de Jeffree Star, Get Away With Murder.
Também participou de We'll Be Alright, do rapper Travie McCoy.
Porcelain Black fez uma participação (e estará na trilha sonora, com uma música inédita chamada "Rock Angel") no filme Rock of Ages . Com Tom Cruise, o filme estreia em 2012 .
Em 2012 Fez uma participação na música DNA da Rapper Rye Rye.No mesmo ano, Porcelain e a banda 7Lions gravaram um cover da música Sunday Bloody Sunday da banda U2
Recentemente em 2012 vazou na internet um remix da musica Prisoner de Jeffree Star com a participação de Porcelain, porem essa musica foi gravada anos atrás enquanto Porcelain Black ainda era Porcelain and the tramps e não era para ser lançada.

## Curiosidades
Alaina Beaton define o nome "Porcelain Black" como sendo Porcelana, devido a sua pele extremamente pálida, e o Preto vem de sua cor favorita. É também a explicação para seu antigo cabelo, metade loiro-metade preto.